# Zalaszombatfa
Zalaszombatfa is een plaats (község) en gemeente in het Hongaarse comitaat Zala. Zalaszombatfa telt 61 inwoners (2001).